# ホセ・マリア・マグレギ
ホセ・マリア・マグレギ・イバルグチ（José María Maguregui Ibarguchi、1934年3月16日 - 2013年12月30日）は、スペイン・バスク州ミラバジェス出身の元同国代表サッカー選手、元サッカー指導者。現役時代のポジションはMF。

## クラブ経歴
現役時代は主に1950年代のアスレティック・ビルバオでプレーし、合計4つのタイトル獲得に貢献。スペイン代表にも招集され、国際Aマッチ7試合1得点という記録を残した。
1965年にレクレアティーボ・ウェルバで現役引退後は指導者としてのキャリアをスタートさせ、多くのクラブを率いた。最も長く指揮を執ったのはラシン・サンタンデールであり、公式戦通算371試合を戦い、140勝97分134負という成績を記録した。1988-89シーズン開幕前にはUEFAカップ出場権を獲得していたアトレティコ・マドリードの監督に就任し、自身初の国際大会に出場するチームを率いることとなった。しかし、開幕から5試合で1分4敗と厳しい成績に終わったため、2-1で勝利はしたもののUEFAカップのベスト32・FCフローニンゲン戦の試合終了後に解任された。
以降はレアル・ムルシアやセルタ・デ・ビーゴなどの監督を短期間務め、1992-93シーズンのCPアルメリアを最後に監督業からは退いた。
2013年12月30日、長い闘病生活の末、70歳でこの世を去った。

## タイトル

### クラブ
アスレティック・ビルバオ
- プリメーラ・ディビシオン : 1回 (1955-56)
- コパ・デル・レイ : 1回 (1954-55, 1955-56, 1957-58)

### 監督
ADアルメリア
- セグンダ・ディビシオン : 1回 (1978-79)